# مارغريت تيريزا الإسبانية
مارغريت تيريزا الإسبانية/النمساوية (بالإسبانية: Margarita Teresa de Austria)‏ (12 يوليو 1651 - 12 مارس 1673) كانت إمبراطورة رومانية المقدسة عن طريق الزواج من ليوبولد الأول، هي ابنة فيليب الرابع ملك إسبانيا وماريانا النمساوية، أنجبت له أربعة أطفال واحدة منهم فقط استطاعت وصول سن البلوغ أرشيدوقة ماريا أنطونيا من النمسا.

## معرض صور

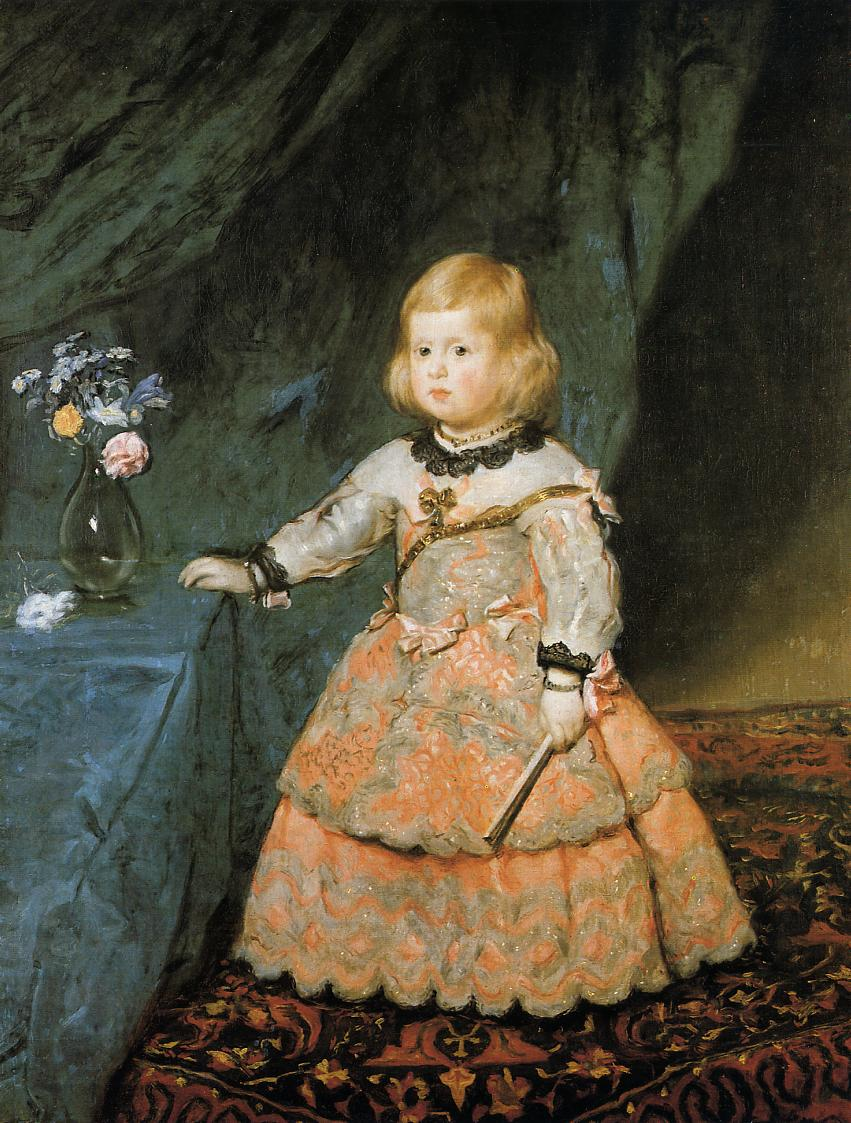
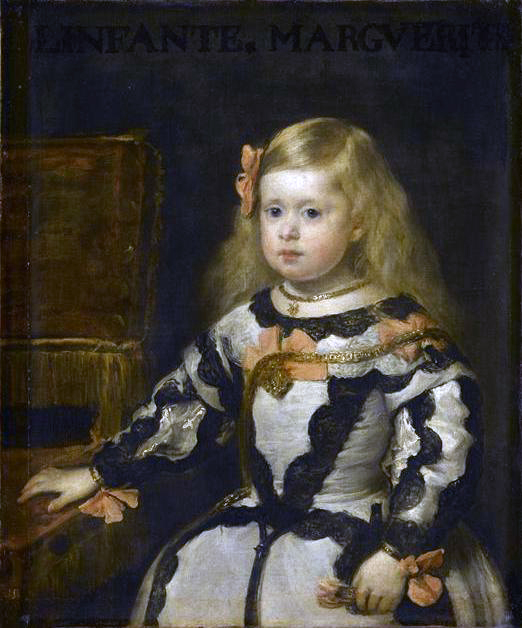